# 披耶坎蓬
披耶坎蓬（Phraya Kham Phong，？—1358年？），14世紀初老撾勐蘇瓦的君主，為瀾滄王國創立者法昂的祖父。約1321年至1358年在位。

## 生平
披耶坎蓬是勐蘇瓦君主披耶朗的兒子。大約在1321年，一說1316年，老撾貴族推翻了披耶朗後，擁立披耶坎蓬為勐蘇瓦君主。
披耶坎蓬在位三十七年，大約在1358年，一說1353年，被其孫法昂推翻。
披耶坎蓬有子陶披法（Thao Phi Fa），陶披法生有六子，長子名為法昂。又說二女、二子，幼子法昂出生時有三十三枚牙齒。大臣們認為這是不詳之兆，於是將法昂放逐。最後，一路漂流的法昂達到高棉，當時十四歲，法昂娶了高棉公主。大約在法昂十六歲時，高棉的預言家宣稱，法昂的父母已經去世，其叔叔昭法坎豪（Chao Fa Kham Hiao）成為勐蘇瓦的君主。於是法昂率兵返回勐蘇瓦爭奪王位。據此可見，披耶坎蓬之後，亞坎豪可能成為了國王。